# Repülőjárat késése
Repülőjárat késéséről akkor beszélhetünk, ha egy légitársaság repülőgépe a tervezett időpontnál később száll fel vagy száll le. A Szövetségi Légügyi Hivatal (FAA) szerint késésről 15 perccel a tervezett időpont túllépése után beszélünk.

## A késés okai lehetnek
- Karbantartási problémák a repülőgéppel
- Tankolás
- Extrém időjárás, mint tornádó, hurrikán, hóvihar.
- Repülőgép-meghibásodás. A legtöbb késés mögött ez az ok áll.